# ماکوویتسه (استان اوپوله)
ماکوویتسه (به لهستانی: Makowice) یک منطقهٔ مسکونی در لهستان است که در گمینا سکوروشتسه واقع شده‌است.